# Жан Ніколя Моро де Бразе
Жан Ніколя́ Моро́ де Бразе́ (де Бразьє́) (фр. Jacques Moreau de Brasey, 1663, Діжон — 1723, Бріансон) — французький дворянин, мемуарист.

## Біографія
До 1710 року служив то у Франції, то в Іспанії. 1710 року прибув до Риги. Наступного року московський цар Петро I прийняв його на службу в чині полковника. Брав участь у Прутському поході, був поранений, отримав відставку і чин бригадира та повинен був залишити Росію. Після цього він багато років поневірявся по Європі, скрізь пропонував свої послуги, але майже звідусіль діставав відмови.
Бразе був людиною вельми освіченою, добре знав древніх авторів, переважно поетів. Залишив після себе декілька творів. Серед них тритомні «Записки політичні, потішні та сатиричні пана Жана Ніколя де Бразе, графа Ліонського, полковника Казанського драгунського полку та бригадира військ його царської величності». Опис Прутського походу з цих мемуарів перекладено російською мовою та опубліковано в журналі «Современник» (Санкт-Петербург, 1837) з передмовою та примітками Олександра Пушкіна. У цьому описі Бразьє не приховує свого невдоволення Москівщиною та злоби на Петра I.